# 约瑟夫·登普西
约瑟夫·登普西（英語：Joseph Dempsey，1875年10月12日—1942年8月7日），美国男子赛艇运动员。他曾代表美国参加1904年夏季奥林匹克运动会赛艇比赛，获得男子八人单桨有舵手金牌。